# Klub für Bayerische Gebirgsschweißhunde 1912
Der Klub für Bayerische Gebirgsschweißhunde 1912 (KBGS) ist ein Verein zur Rassehundezucht im Sinne der Satzung des Verbands für das Deutsche Hundewesen (VDH). Er ist in Deutschland der einzige Rassehundzuchtverein für Bayerische Gebirgsschweißhunde, der Mitglied in VDH, JGHV und Gründungsmitglied im Internationalen Schweißhundverband (ISHV) ist.

## Geschichte
Am 11. Mai 1912 wurde der Verein im Mathäserbräu in München gegründet. Er löste zwei zuvor bestehende Vereine ab, die sich der Reinzucht des Bayerischen Gebirgsschweißhundes gewidmet hatten; einer dieser Vereine war 1899 gegründet worden, der andere 1905. Gustav Volkmar führte den Klub von seiner Gründung an für 42 Jahre und übernahm zugleich die Verantwortung für die Stammbuchführung. Ziel des Klubs war die Entwicklung und der Erhalt der Zucht sowie des Prüfungswesens der Bayerischen Gebirgsschweißhunde.
1939 wurde der Klub auf Anordnung von Hermann Göring mit dem Verein für den Hannoverschen Schweißhund zusammengelegt. Im Jahr 1944 wurden dann alle jagdkynologischen Veranstaltungen verboten. Nach dem Zweiten Weltkrieg erfolgte 1949 die Neugründung des Klubs. 2004 fusionierte er mit dem Verein Bayerischer Gebirgschweißhunde 1994, der sich zuvor von ihm abgespalten hatte.
Dadurch ist der Klub für Bayerische Gebirgsschweißhunde 1912 heute der einzige Zuchtverband in Deutschland, der (weil einziger Zuchtverband für die Rasse im VDH) Ahnentafeln der FCI für die Rasse Bayerischer Gebirgsschweißhund ausstellt. Da Deutschland als Ursprungsland der Rasse in der FCI gilt, ist der deutsche Rassezuchtverband zugleich für den offiziellen FCI-Rassestandard verantwortlich (siehe Hunderassen in der Systematik der FCI).

## Zweck des Vereins
Zweck ist die Reinzucht der Rasse Bayerischer Gebirgsschweißhund nach dem bei der FCI hinterlegten Standard Nr. 217. Der Verein fördert alle Bestrebungen, die der Erfüllung dieses Zwecks dienen. Dabei ist Grundlage die Erhaltung und Festigung dieser Rassehunde in ihrer Rassereinheit, ihrem Wesen, ihrer Konstitution und ihrem Erscheinungsbild. Zweck des Vereins ist auch, die Leistungszucht und den Leistungsformwert des Bayerischen Gebirgsschweißhundes für die Jagd zu fördern, Prüfungen abzuhalten, Hundeführer auszubilden, Richter zu schulen und jagdliches Brauchtum zu pflegen.